# Savannah – Erotik vor Gericht
Savannah – Erotik vor Gericht (Originaltitel: On Trial 1: In Defense of Savannah) ist ein amerikanischer Pornofilm des Regisseurs Paul Thomas aus dem Jahr 1991. Der Film gewann 1992 bei den AVN Awards mehrere Auszeichnungen, u. a. wurde er in der Kategorie „Best Film“ ausgezeichnet.
Er wird als Pornofilm bzw. Hardcore-Pop-Streifen aus den 1990er Jahren bezeichnet und beschäftigt sich mit den Gerichtsverfahren der 1980er Jahre, bei denen versucht wurde,
Pornoproduzenten und Regisseure wegen Obszönität und Zuhälterei und Pornodarstellerinnen wegen Prostitution strafrechtlich zu belangen.

## Handlung
Der Film handelt von einem Gerichtsverfahren gegen einen Pornofilmproduzenten, der wegen Obszönität angeklagt wurde. Im Verlauf des Prozesses wird den Geschworenen ein pornografischer Clip gezeigt, in dem die Pornodarstellerin Savannah mit einem männlichen Pornostar Geschlechtsverkehr ausübt, um den Fall zu untermauern. Das Hauptaugenmerk liegt auf der Aussage von Janna Winters, einer ehemaligen Pornodarstellerin und Starzeugin der Anklage, die behauptet, in ihrer Karriere missbraucht worden zu sein und stets Analverkehr abgelehnt zu haben.
Die Verteidigung konfrontiert die Jury jedoch mit einem Clip von Janna, in dem sie eine enthusiastische Krankenschwester spielt, die sich selbst befriedigt und so einen Komapatienten weckt. Janna bringt humorvoll zum Ausdruck, dass sie es bevorzugt, beim Sex oben zu sein, da sie dabei ihre Klitoris besser stimulieren kann, sie so besser zum Orgasmus kommt und es im Film gut aussieht, da man „alles“ sehen kann. Ihre Aussage führt zu einem spannenden und amüsanten Moment im Gerichtssaal, in dem die Grenzen von Obszönität und künstlerischem Ausdruck thematisiert werden.
Parallel zum Prozess entwickelt sich eine unerwartete Romanze zwischen dem Filmemacher und seiner Verteidigerin im Motel, wo die Spannungen zwischen den Charakteren und die Dynamik der Macht und Anziehung sichtbar werden. Der Filmemacher und seine Verteidigerin werden miteinander intim. Janna Winters nutzt ihre weiblichen Reize, um sowohl im Gericht als auch im Privatleben zu überzeugen und die Wahrnehmung von Sexualität auf die Probe zu stellen. Janna Winters wird schließlich mit dem Staatsanwalt intim und nach dem Geschlechtsverkehr lobt sie sein Geschick als Liebhaber: „Du warst großartig, ganz und gar nicht wie ein Anwalt“.
Der Film spielt mit den Kontrasten zwischen der moralischen Position des Staatsanwalts und der verführerischen Welt der Pornografie, während er gleichzeitig die Frage aufwirft, was Obszönität wirklich bedeutet: Richter Potter Stewart erklärt, dass er zwar nicht in der Lage sei, Obszönität zu definieren, aber er erkenne sie, wenn er sie sieht.
Letztendlich zeigt der Film, wie die Charaktere sowohl im Gericht als auch im Bett mit ihren eigenen Wünschen, Ängsten und der Öffentlichkeit kämpfen, während sie versuchen, die Grenzen von Kunst und Moral zu definieren.

## Auszeichnungen
AVN Award 1992
- „Best Film“ – On Trial 1: In Defense of Savannah[2]
- „Best Editing - Film“ – On Trial 1: In Defense of Savannah[3]
- „Best Non-Sex Performance“ – Carl Esser in On Trial 1: In Defense of Savannah[4]
- „Best Screenplay - Film“ – On Trial 1: In Defense of Savannah[5]
- „Best Supporting Actress - Film“ – Britt Morgan in On Trial 1: In Defense of Savannah[6]

## Wissenswertes
Der Film belegt Platz 158 auf der Liste der „List for the 500 Greatest Adult films of All Time“ von AVN und den Platz 44 auf der Liste der „The 101 Greatest Adult Tapes Of All Time“ von AVN.